# Nationaal Park Iberá
Het Nationaal Park Iberá is een nationaal park in de provincie Corrientes in Argentinië, nabij de grens met Paraguay. Het omvat een groot deel van het ecologisch belangrijk moerasgebied Esteros del Iberá.

## Oprichting
Het park van 1381 km² werd opgericht in 2018 door samenvoeging van overheidsgronden en gronden opgekocht door de Amerikaanse natuurbeschermer Doug Tompkins. Er zijn biologische veldlaboratoria in San Alonso en Rincón del Socorro. Naast het park ligt het Natuurreservaat Iberá, dat beheerd wordt door de provincie Corrientes.

## Fauna en flora
Het gebied bestaat uit enerzijds uit een drassig ecosysteem met moerassen, en anderzijds uit savanne. Men vindt er diersoorten als de Yacarekaaiman en de dwerganaconda. Er is een project opgestart om lokaal uitgestorven diersoorten uit te zetten. Zo werden al halsbandpekari's, reuzenmiereneters, pampaherten en groenvleugelara's geherintroduceerd.